# Peter Eržen (duhovnik)
Peter Eržen, slovenski katoliški duhovnik in teolog, * 29. junij 1904, Puštal, † 5. marec 1944, Leonišče, Ljubljana.

## Življenje in delo
Rojen je bil pri Škoparju v Puštalu pri Škofji Loki. Po končani škofijski gimnaziji v Šentvidu nad Ljubljano je leta 1924 stopil v bogoslovje. V mašnika je bil posvečen 29. junija 1928. Naslednje leto je bil imenovan za kaplana v Sostrem pri Ljubljani. Tu se je pripravljal za doktorat iz bogoslovja. Doktoriral je z disertacijo Nauk grških očetov o Jezusovem človeškem znanju do vštetega 5. stol. (COBISS) leta 1934 na Teološki fakulteti v Ljubljani. 
Po doktoratu je prišel v Kočevje, kjer učil verouk na kočevski gimnaziji. Zelo rad je hodil tudi v hribe v družbi dijakov in se velikokrat povzpel na Triglav. V koči na Kredarici je popisoval svoja doživetja. 
Po prihodu domobrancev v Kočevje so partizani mesto januarja napadli. Med hudim bojem je bil ranjen tudi dr. Eržen. Prepeljali so ga v Ljubljano, kjer je čez tri mesece, 5. marca, v Leonišču umrl zaradi strelnih ran. Pokopan je na pokopališču v Škofji Loki.